# Thuman
Thuman – gaun wikas samiti w środkowej części Nepalu w strefie Bagmati w dystrykcie Rasuwa. Według nepalskiego spisu powszechnego z 2001 roku liczył on 222 gospodarstw domowych i 987 mieszkańców (451 kobiet i 536 mężczyzn).